# Scaptesyle integra
Scaptesyle integra là một loài bướm đêm thuộc phân họ Arctiinae, họ Erebidae.